# American warmblood
L'American Warmblood (en français : cheval de sport américain) est un stud-book de chevaux de sport, sélectionnés aux États-Unis pour les compétitions équestres olympiques, mais aussi des disciplines plus typiquement américaines.

## Histoire
L’American Warmblood est influencé par les chevaux warmblood européens, par le Pur-sang et le cheval arabe, ainsi que par quelques chevaux de trait. 

## Description

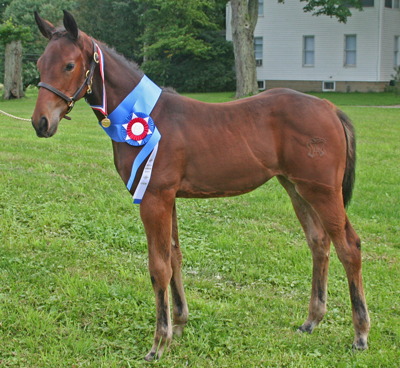
Une pouliche American Warmblood âgée de 3 mois

D'après l'encyclopédie de CAB International (2016), il mesure de 1,52 m à 1,73 m, tandis que le guide Delachaux (2014) indique 1,62 m à 1,72 m au garrot. C'est donc un cheval de grande taille. Il est proche des autres stud-books Warmblood européens. la tête est de profil rectiligne, rattachée à une longue encolure. Le dos est plutôt court, les membres sont longs et bien musclés. La croupe est musclée.
Toutes les robes sont acceptées, mais les couleurs unies sont les plus fréquentes. La robe pie est possible, ce qui est assez rare parmi les chevaux de sport internationaux.

### Sélection
Il existe deux registres d'American Warmblood aux États-Unis, l’American Warmblood Society & Sporthorse Registry et l’American Warmblood Registry, tous deux reconnus par la World Breeding Federation for Sport Horses (WBFSH). Ces deux registres ont également une section « poneys », le North American Sportpony.
Il s'agit d'un enregistrement ouvert, tout cheval de sport est susceptible d'être accepté dans le stud-book de l'American Warmblood à condition de passer les tests de sélection et de remplir les critères de performances sportives. Le phénotype entre davantage en compte pour les critères d'acceptation que l'ascendance. Il s'agit ainsi d'un type de cheval plutôt que d'une race, puisque la constitution du stud-book met l'accent sur la production de chevaux de sport de qualité,.

## Utilisations
Ces chevaux sont destinés aux compétitions équestres olympiques comme le dressage, le saut d'obstacles et le concours complet d'équitation, mais aussi des disciplines plus typiquement américaines comme l'équitation hunter. Elle est très réputée pour ses performances en concours complet.

## Diffusion de l'élevage
Le stud-book est propre aux États-Unis. L'ouvrage Equine Science (4e édition de 2012) classe l'American warmblood parmi les races de chevaux de selle connues au niveau international.